# 东安镇 (城口县)
东安乡是中华人民共和国重庆市城口县下辖的一个乡镇级行政单位。2014年8月19日，重庆市政府（渝府[2014]52号）批复同意：撤销东安乡，设立东安镇。

## 行政区划
东安乡下辖以下地区：
鲜花村、密水村、仁河村、沙湾村、新建村、德安村、朝阳村、兴田村、黄金村和兴隆村。